# Liste der Baudenkmäler in Gars am Inn

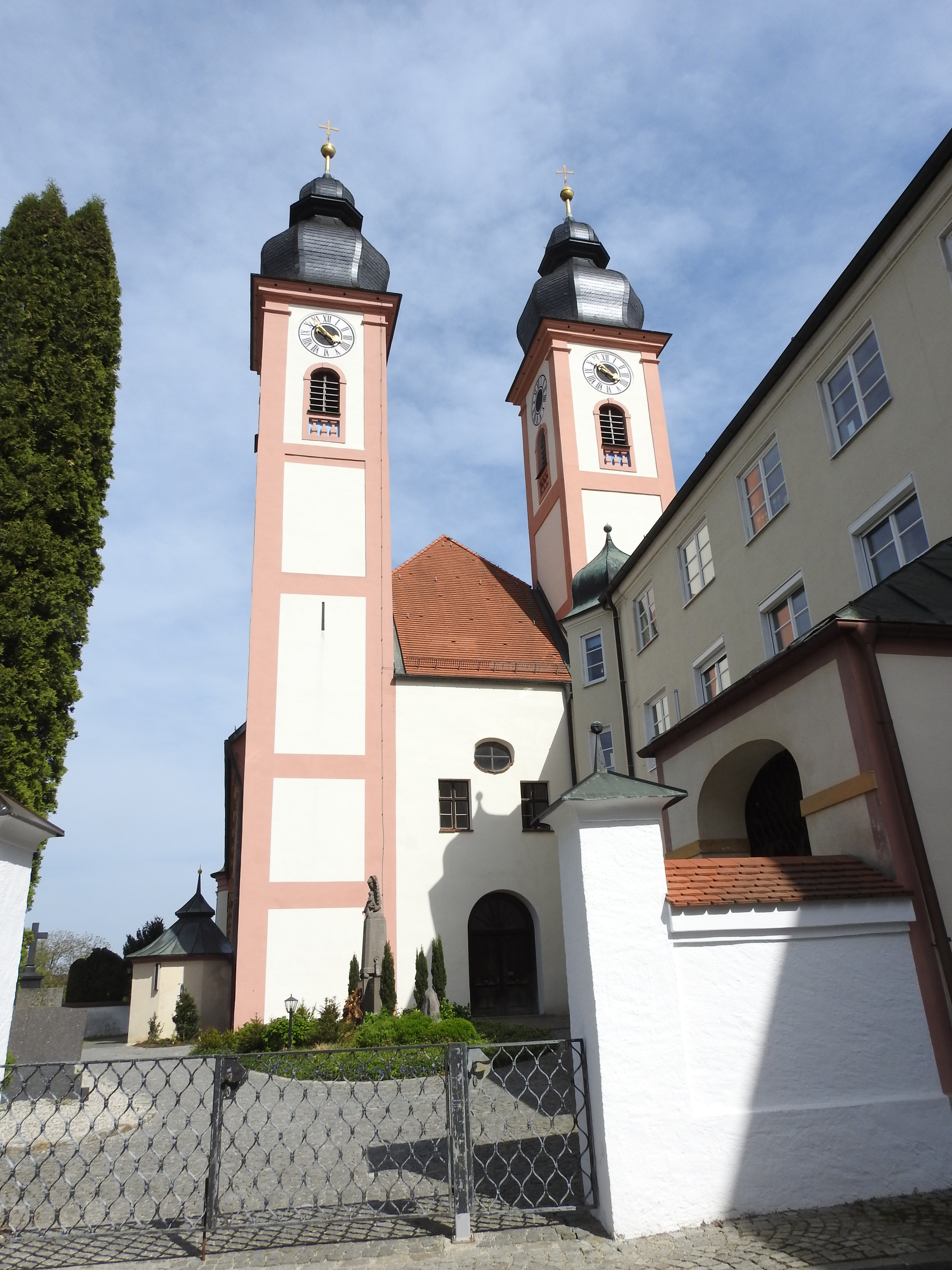
Mariä Himmelfahrt in Au am Inn

Auf dieser Seite sind die Baudenkmäler in dem oberbayerischen Markt Gars am Inn zusammengestellt. Diese Tabelle ist eine Teilliste der Liste der Baudenkmäler in Bayern. Grundlage ist die Bayerische Denkmalliste, die auf Basis des Bayerischen Denkmalschutzgesetzes vom 1. Oktober 1973 erstmals erstellt wurde und seither durch das Bayerische Landesamt für Denkmalpflege geführt wird. Die folgenden Angaben ersetzen nicht die rechtsverbindliche Auskunft der Denkmalschutzbehörde.

## Ensembles

### Ensemble ehemalige Klosterhofmark Au

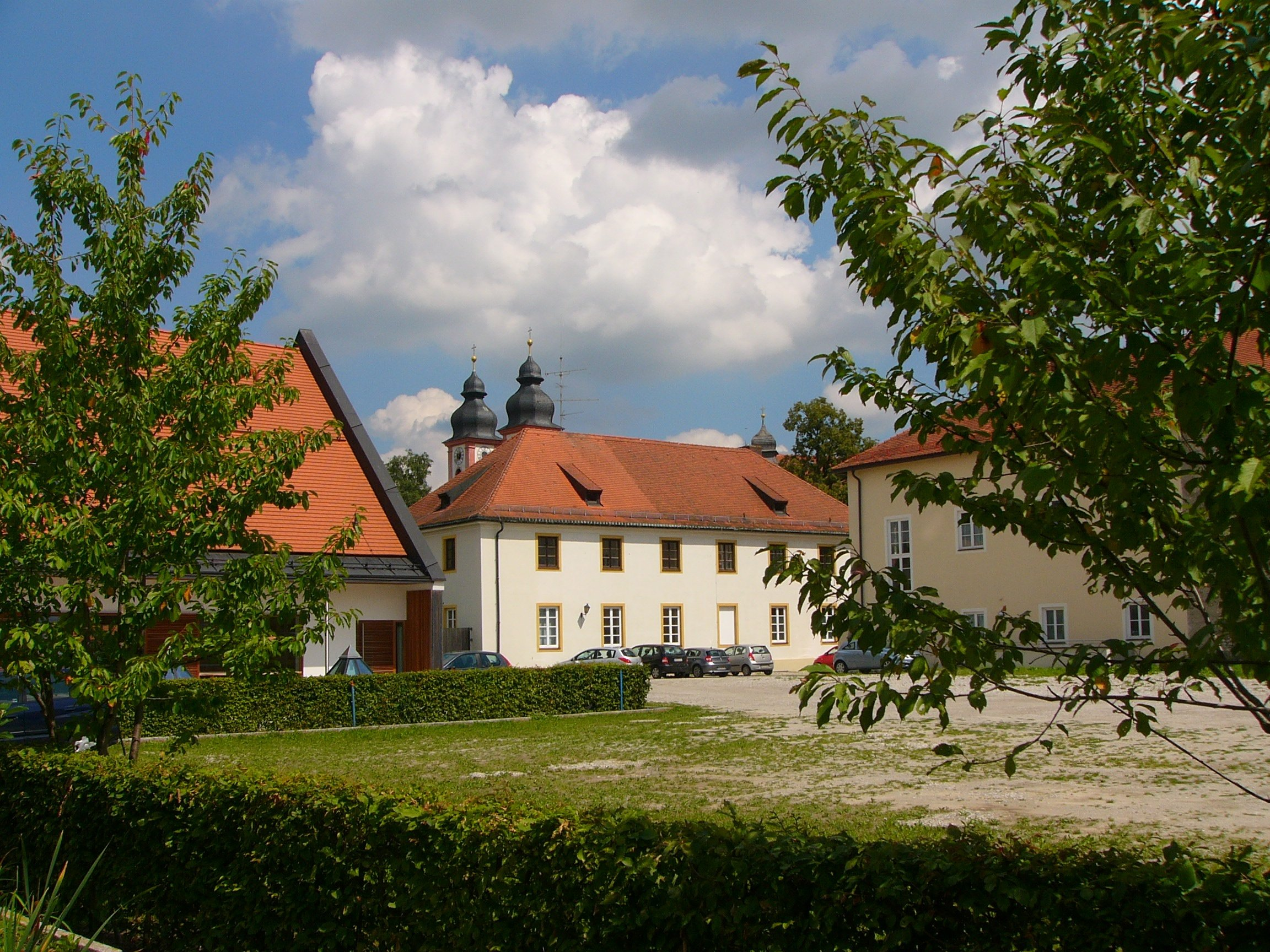

Das ehemalige Kloster am linken Innufer ging aus einer um 790 zuerst genannten Zelle zweier Priester hervor, die bald zum Benediktinerkloster erweitert und dem Salzburger Domstift unterstellt wurde. Die Gesamtanlage ist im Äußeren weitgehend unversehrt erhalten und der Bezug zur umgebenden Kulturlandschaft eindrucksvoll gewahrt.
Aktennummer: E-1-83-118-2

### Ensemble Marktplatz Gars am Inn

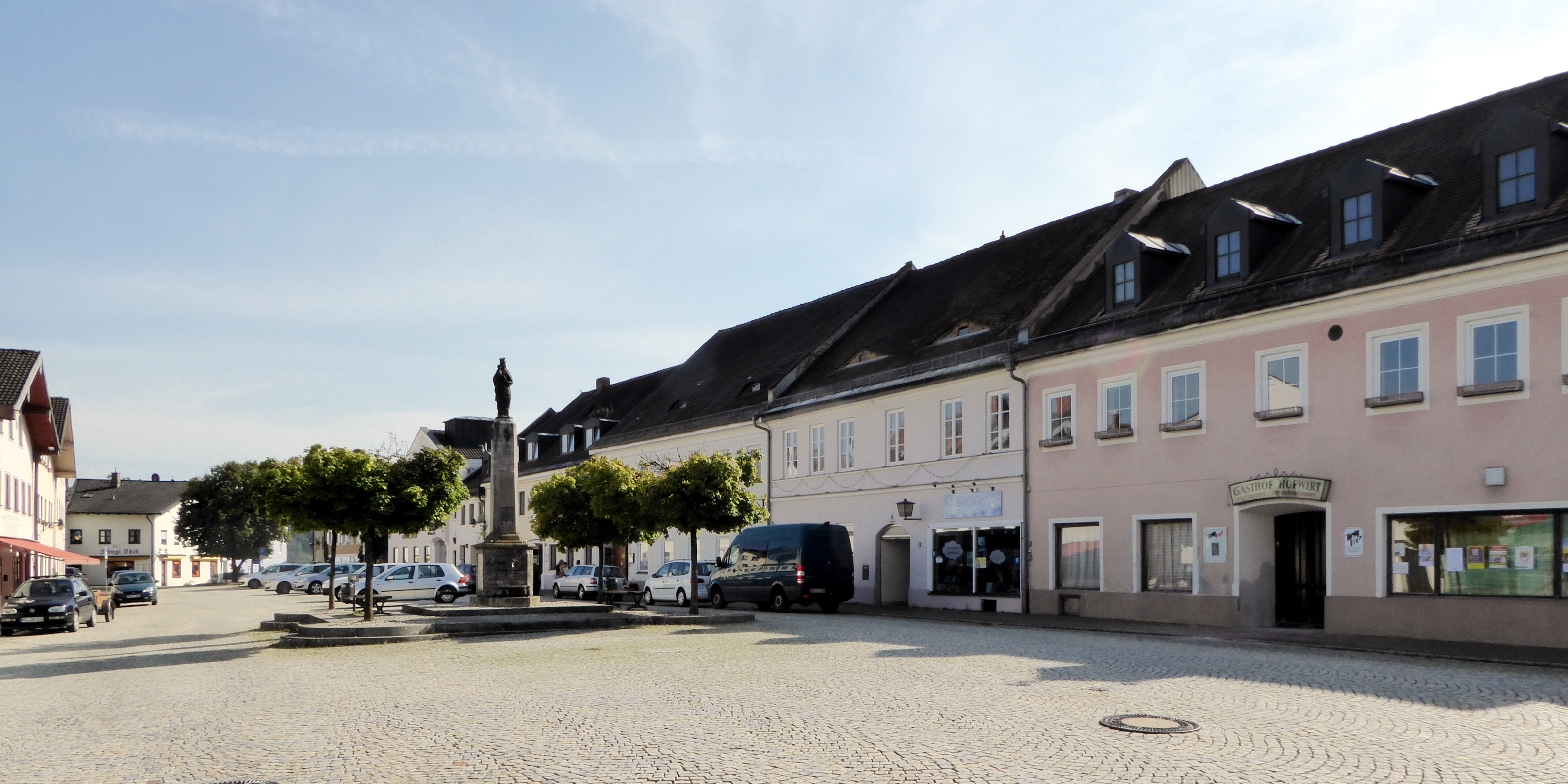

Der kleine Marktort Gars, auf einer Terrasse über dem Inn gelegen, entwickelte sich spätestens seit dem 12. Jahrhundert unmittelbar südlich des im 8. Jahrhundert begründeten Klosters und späteren Augustinerchorherrenklosters Gars. Mittelpunkt der Siedlung ist der längsrechteckige, nord-südlich gerichtete, geschlossen bebaute Marktplatz.
Aktennummer: E-1-83-118-1

## Baudenkmäler nach Ortsteilen

### Gars am Inn
| Lage                                                                     | Objekt                                                                    | Beschreibung | Akten-Nr.              | Bild                            |
| ------------------------------------------------------------------------ | ------------------------------------------------------------------------- | --- | ---------------------- | ------------------------------- |
| Am Turm 3 (Standort)                                                     | Wohnhaus                                                                  | erdgeschossiger Flachsatteldachbau in Blockbauweise mit Giebelerker und geschnitzten bzw. bemalten Zierornamenten, wohl 18. Jahrhundert. | D-1-83-118-1 Wikidata  | BW                              |
| Grottensteig (Standort)                                                  | Torkapelle                                                                | neubarocker baldachinartiger Kapellenbau mit Putzgliederung, Glockenlaterne und Lourdesgrotte, um 1900, auf baulicher Grundlage des 18. Jahrhunderts. | D-1-83-118-3 Wikidata  | BW                              |
| Grottensteig 1, 3 (Standort)                                             | Ehemaliges Zollhaus                                                       | erdgeschossiger Flachsatteldachbau auf hoher Hangsubstruktion, mit Putzgliederung, 17./18. Jahrhundert, erneuert 1982. | D-1-83-118-2 Wikidata  | BW                              |
| Hauptstraße (an der Ecke zum Marktberg) (Standort)                       | Kapelle                                                                   | kleiner barocker Satteldachbau mit Putzgliederung und Zwickelmalerei, 18. Jahrhundert. | D-1-83-118-27 Wikidata | Kapelle                         |
| Hauptstraße 36, 38 (Standort)                                            | Ehemalige Klosterökonomie bzw. Klosterrichterhaus                         | jetzt Wohnhäuser, ein- bzw. zweigeschossige Putzbauten mit Flachsatteldächern, im Kern 17. /18. Jahrhundert, Nr. 38 mit Wappenstein, bezeichnet mit dem Jahr 1601. | D-1-83-118-7 Wikidata  | weitere Bilder                  |
| Hauptstraße 41 (Standort)                                                | Pfarrhaus                                                                 | zweigeschossiger neubarocker Mansardwalmdachbau mit Putzgliederung und prächtigem Portal, 1897. | D-1-83-118-9 Wikidata  | weitere Bilder                  |
| Johannesgasse (Standort)                                                 | Kapelle                                                                   | sog. Johann-Nepomuk-Kapelle, einfacher Satteldachbau mit großer Figurennische, 1751, erneuert 1970 und 1980; mit Ausstattung. | D-1-83-118-15 Wikidata | BW                              |
| Johannesgasse (Standort)                                                 | Mariensäule                                                               | Granitsäule mit bekrönender Marienfigur und einfachem Granitbrunnentrog, Ende 19. Jahrhundert. | D-1-83-118-11 Wikidata | Mariensäule                     |
| Johannesgasse 16 (Standort)                                              | Handwerkerhaus, ehemalige Hafnerei                                        | aus zwei Häusern bestehender zweigeschossiger biedermeierlicher Traufseitbau mit Satteldach, Nischenmadonna und historischer Ladeneinfassung, Mitte 19. Jahrhundert. | D-1-83-118-13 Wikidata | BW                              |
| Johannesgasse 18 (Standort)                                              | Handwerkerhaus, ehemalige Seilerei                                        | zweigeschossiger biedermeierlicher Traufseitbau mit Flachsatteldach und Putzgliederung, Mitte 19. Jahrhundert, Tafelbild an der Fassade, bezeichnet mit dem Jahr 1804; mit historischer Werkstattausstattung. | D-1-83-118-12 Wikidata | BW                              |
| Kirchplatz 2; Kirchplatz 4; Kirchplatz 6 (Standort)                      | Ehemalige Bedienstetenhäuser der Klosterökonomie                          | jetzt Wohnhäuser, zweigeschossige, unter gleichem First stehende Satteldachbauten, im Kern 17./18. Jahrhundert, nach 1803 ausgebaut. | D-1-83-118-16 Wikidata | BW                              |
| Kirchplatz 7; Kirchplatz 9; Kirchplatz 11; Kirchplatz 13 (Standort)      | Ehemaliger Gästetrakt des Klosters                                        | jetzt Wohnhäuser, dreigeschossiger putzgegliederter Satteldachbau mit Durchfahrt, südseitigem Steh- und Flacherker, im Kern 17. Jahrhundert, nach 1803 verändert. | D-1-83-118-18 Wikidata | BW                              |
| Kirchplatz 8 (Standort)                                                  | Katholische Pfarr- und Klosterkirche Mariä Himmelfahrt und St. Radegundis | ehemals Augustinerstiftskirche, barocker Wandpfeilersaal mit Seitenkapellen, Emporen, eingezogenem geradem Chor und westlicher Doppelturmfassade, von Gaspare und Cristoforo Zuccalli, 1661/62, Südturmoberbau und Vorhalle von 1855; mit Ausstattung; Felixkapelle, ehem Kapitelsaal, barocker kreuzgratgewölbter Saal, von Gaspare und Cristoforo Zuccalli 1661/62, 1674 zur Grab- und Gnadenkapelle umgebaut; mit Ausstattung; Arme-Seelen-Kapelle, sog. Herz-Jesu-Kapelle, kleiner südlicher Anbau mit Satteldach und Putzgliederung, 17. Jahrhundert; mit Ausstattung. | D-1-83-118-19 Wikidata | weitere Bilder                  |
| Kirchplatz 8; Kloster-Auer-Straße 3; Nähe Kloster-Auer-Straße (Standort) | Friedhof                                                                  | wohl mittelalterlich; mit historischen, in die Fassaden des Leichenhauses eingelassen Grabdenkmälern. | D-1-83-118-22 Wikidata | BW                              |
| Kirchplatz 10 (Standort)                                                 | Ehemaliges Stiftsgebäude des Augustinerchorherrenklosters                 | jetzt Redemptoristenkloster, dreigeschossige barocke Walmdachtrakte mit Putzgliederung um zwei Höfe, von Gaspare und Cristoforo Zuccalli, 1657–59; Westflügel, ehemaliger Prälatenstock, an die Kirchenfront nördlich anschließend, Verlängerung ab Eckerker 1950/51; Ostflügel, ehemaliger Konventstock, Erweiterung nach Westen anstelle des ehemaligen Zehentstadels 1968; Nordflügel nach 1803 abgebrochen, 1880 als Zwischentrakt neu erbaut, weiterer Ausbau nach 1950.                                                                                               | D-1-83-118-20 Wikidata | BW                              |
| Kloster-Auer-Straße 3 (Standort)                                         | Ehemalige Pfarrkirche St. Peter                                           | jetzt Wohnhaus, dreigeschossiger Satteldachbau mit Putzgliederung und eingezogenem polygonalem Chorschluss, 1692, nach 1803 profaniert und umgebaut. | D-1-83-118-24 Wikidata | Ehemalige Pfarrkirche St. Peter |
| Marktberg 3 (Standort)                                                   | Wohnhaus                                                                  | zweigeschossiger biedermeierlicher Traufseitbau mit Satteldach, Mitte 19. Jahrhundert. | D-1-83-118-28 Wikidata | BW                              |
| Marktplatz (Standort)                                                    | Mariensäule                                                               | neubarocke Marienfigur auf steinernem säulenartigem Steinsockel mit Brunnentrog, Ende 19. Jahrhundert. | D-1-83-118-30 Wikidata | Mariensäule                     |
| Obere Klosterfelder (Standort)                                           | Kapelle                                                                   | sog. Marienkapelle, kleiner offener Satteldachbau mit Giebeltondo, um 1900; mit Ausstattung. | D-1-83-118-4 Wikidata  | BW                              |
| Urtelfeld (Standort)                                                     | Kreuzweg im Urtlgraben                                                    | vierzehn gusseiserne Stationsrelieftafeln auf Säulchen, wohl Ende 19. Jahrhundert. Station VI und XI fehlen, Reste (Sockel und abgebrochene Säule) sind vorhanden. | D-1-83-118-26 Wikidata | weitere Bilder                  |
| Urtelfeld (Standort)                                                     | St.-Ulrichs-Kapelle                                                       | kleiner kreuzgratgewölbter Satteldachbau mit Putzgliederung und Westturm, 1903 anstelle eines barocken Vorgängerbaus neu errichtet; mit Ausstattung. | D-1-83-118-100         | weitere Bilder                  |

### Gars-Bahnhof
| Lage                                    | Objekt           | Beschreibung | Akten-Nr.              | Bild             |
| --------------------------------------- | ---------------- | --- | ---------------------- | ---------------- |
| Innwerkstraße 1 – 10, 12, 14 (Standort) | Innwerk-Siedlung | mit zwölf kleinen Einfamilienhäusern längs einer schmalen Straße; erdgeschossige Putzbauten mit Steilsatteldächern, grünen Fensterläden und Eingangsanbauten mit niedrigem First, erbaut nach Plänen von Michael Steinbrecher (München), 1938; mit umliegenden kleinen Hausgärten. | D-1-83-118-59          | Innwerk-Siedlung |
| Kaminger Weg 9 (Standort)               | Bauernhaus       | zweigeschossiges Wohnstallhaus mit Blockbau-Obergeschoss und Flachsatteldach, Anfang 19. Jahrhundert; zugehöriger Stadel, Ständerbohlenstadel mit oberer Bundwerkzone und Flachsatteldach, Anfang 19. Jahrhundert.                                                                 | D-1-83-118-58 Wikidata | BW               |

### Au am Inn
| Lage                                          | Objekt                                                                 | Beschreibung | Akten-Nr.               | Bild                                 |
| --------------------------------------------- | ---------------------------------------------------------------------- | --- | ----------------------- | ------------------------------------ |
| Buchenau (Standort)                           | Kapelle St. Johann Nepomuk                                             | sog. Nepomukkapelle, kleiner neugotischer Satteldachbau, 1903 anstelle eines Vorgängerbaus errichtet. | D-1-83-118-44 Wikidata  | BW                                   |
| Buchenau 1 (Standort)                         | Ehemaliger Sommerkeller                                                | zweigeschossiger Kopfbau eines gewölbten Eiskellers, mit steilem Satteldach, übergiebeltem Mittelrisalit und Zierputzgliederung im Maximilian-Stil, bezeichnet mit dem Jahr 1852. | D-1-83-118-111 Wikidata | BW                                   |
| Innlände 1 (Standort)                         | Ehemalige Klostertaverne                                               | jetzt Gasthaus, zweigeschossiger stattlicher Putzbau mit Steherker und Halbwalmdach, 1604 auf älterer Grundlage erbaut. | D-1-83-118-43 Wikidata  | Ehemalige Klostertaverne             |
| Innlände 2 (Standort)                         | Wohnhaus                                                               | ehemaliges Bedienstetenhaus, sog. Schneiderhaus, erdgeschossiger, teilweise überputzter Blockbau mit Kniestock und Flachsatteldach, 18. Jahrhundert. | D-1-83-118-39 Wikidata  | Wohnhaus                             |
| Klosterhof 3, 12, Am Klosterfeld 2 (Standort) | Klostertrakt und -ökonomie des ehemaligen Augustinerchorherrenklosters | zweigeschossige barocke Satteldachbauten mit Putzgliederung, Türmchen und südlicher Durchfahrt, gruppiert um einen südlichen Klosterhof, mit Resten des ehemaligen Bibliothekssaals und verbauten Festsaals im Ostflügel, von Cristoforo Zucalli, 1687/88, seit 1803 Brauerei und Gutsbetrieb, bezeichnet mit dem Jahr 1844; im Ostflügel seit 1844 Bräustüberl, mit Ausstattung, erstes Viertel 20. Jahrhundert. | D-1-83-118-35 Wikidata  | weitere Bilder                       |
| Klosterhof 8 (Standort)                       | Ehemaliges Klosterrichterhaus                                          | zweigeschossiger Traufseitbau mit Flachsatteldach und Altanenvorbau, im Kern von 1559, im 18./19. Jahrhundert Ausbau zur Schmiede. | D-1-83-118-36 Wikidata  | Ehemaliges Klosterrichterhaus        |
| Klosterstraße 3 (Standort)                    | Ehemaliges Propstdienerhaus                                            | zweigeschossiger Satteldachbau mit rückwärtigem Altanenanbau, im Kern 16./17. Jahrhundert. | D-1-83-118-38 Wikidata  | BW                                   |
| Klosterstraße 5 (Standort)                    | Katholische Pfarr- und Klosterkirche Mariä Himmelfahrt                 | ehemalige Augustinerchorherrenstiftskirche, barocke Wandpfeilersaalkirche mit Seitenkapellen, darüberliegenden Emporen, Chorrotunde und westlicher Doppelturmfassade, von Simon Pöllner, 1708–22, auf Grundlage des spätgotischen Vorgängerbaues von 1451 umgebaut, Ausbau der im Untergeschoss spätmittelalterlichen Westtürme 1737; mit Ausstattung; Friedhofsummauerung, 18./19. Jahrhundert; ehemaliges Augustinerchorherren-Stiftsgebäude, seit 1854 Franziskanerinnenkloster, vier dreigeschossige Trakte um zwei Innenhöfe mit Kapelle im Osttrakt, nach Plänen von Cristophorus Zuccalli, 1686/87, Zwischentrakt und Aufstockungen der drei barocken zweigeschossigen Flügel im 20. Jahrhundert; mit Ausstattung; ehemaliger Tortrakt des Klosters, dreigeschossiger Halbwalmdachbau mit Durchfahrtsportal und polygonalem Erker, im Kern 1687, im 19. Jahrhundert Schule und Pfarrhof, jetzt Teil des Franziskanerinnenklosters, modern verändert; nördlich anschließendes Wohnhaus, kleiner erdgeschossiger Flachsatteldachbau, 18. Jahrhundert. | D-1-83-118-34 Wikidata  | weitere Bilder                       |
| Klosterstraße 10 (Standort)                   | Ehemaliger Zehentstadel des Klosters                                   | zweigeschossiger mächtiger Putzbau mit steilem Satteldach, bezeichnet mit dem Jahr 1565, modern ausgebaut. | D-1-83-118-37 Wikidata  | Ehemaliger Zehentstadel des Klosters |
| Spielleiten 2 (Standort)                      | Ehemaliger Bundwerkstadel                                              | mit Flachsatteldach und massivem Stallausbau, zweites Viertel 19. Jahrhundert; 1976 aus Evenhausen / Lkr. Rosenheim transferiert und als Rinderstall des Spielleitenhofs ausgebaut. | D-1-83-118-46 Wikidata  | BW                                   |

### Hampersberg
| Lage                      | Objekt                             | Beschreibung | Akten-Nr.              | Bild |
| ------------------------- | ---------------------------------- | --- | ---------------------- | ---- |
| Hampersberg 1 (Standort)  | Wohnhaus einer ehemaligen Gerberei | zweigeschossiger Putzbau mit Flachsatteldach und seitlichen Pultdächern, bezeichnet mit dem Jahr 1649.          | D-1-83-118-62 Wikidata | BW   |
| Hampersberg 1 (Standort)  | Ehemalige Mühle                    | erdgeschossiger barocker Putzbau mit Krüppelwalmdach und Putzgliederung, 18. Jahrhundert.                       | D-1-83-118-63 Wikidata | BW   |
| Hampersberg 17 (Standort) | Wohnhaus                           | zweigeschossiger verputzter Satteldachbau, 1821; über dem 1759 abgebrochenen Schlösschen Hampersberg errichtet. | D-1-83-118-64 Wikidata | BW   |

### Huttenstätt
| Lage                         | Objekt                                    | Beschreibung | Akten-Nr.               | Bild           |
| ---------------------------- | ----------------------------------------- | --- | ----------------------- | -------------- |
| Huttenstätt 4 (Standort)     | Wohnteil eines ehemaligen Wohnstallhauses | Flachsatteldachbau mit unregelmäßiger Granitplattenverkleidung und Putzrahmung der Fenster, wohl Anfang 19. Jahrhundert, Dachwerk um 1996 erneuert und Giebelfeld neu aufgemauert. | D-1-83-118-110 Wikidata | weitere Bilder |
| Huttenstätt 5 (Standort)     | Einfirsthof und Gasthaus                  | zweigeschossiger Flachsatteldachbau, Wohnteil in unverputztem Granit- und Feldsteinmauerwerk mit Ziegelbögen und verputztem Giebeldreieck, um 1865.                                | D-1-83-118-70 Wikidata  | weitere Bilder |
| Lengmooser Straße (Standort) | Bildstock und ehemaliger Grenzstein       | sog. Grafenkreuz, aus Rotmarmor, bezeichnet mit dem Jahr 1797. | D-1-83-118-69 Wikidata  | weitere Bilder |

### Mittergars
| Lage                        | Objekt                              | Beschreibung | Akten-Nr.               | Bild |
| --------------------------- | ----------------------------------- | --- | ----------------------- | ---- |
| Dorfstraße (Standort)       | Mariensäule                         | neubarocke steinerne Marienfigur mit Christuskind auf hohem Säulenschaft mit Sockel, 1909, zur Erinnerung an die alte Pfarrkirche, seit 1920 auch Kriegerdenkmal.                 | D-1-83-118-85 Wikidata  | BW   |
| Dorfstraße 3 (Standort)     | Ehemalige Wagnerei                  | zweigeschossiger Blockbau, Erdgeschoss verputzt, mit Flachsatteldach, Giebelbundwerk und Balkon, Anfang 19. Jahrhundert, ehemaliger Werkstattteil modern ausgebaut.               | D-1-83-118-84 Wikidata  | BW   |
| Dorfstraße 38 (Standort)    | Wohnstallhaus                       | stattlicher zweigeschossiger Flachsatteldachbau mit Kniestock, Putzgliederungen und reichem Bundwerk am Wirtschaftsteil, bezeichnet mit dem Jahr 1844.                            | D-1-83-118-79 Wikidata  | BW   |
| Kirchenstraße 4 (Standort)  | Wirtschaftsgebäude                  | langgestreckter unverputzter Bruchsteinbau mit flachem, westlich abgewalmtem Satteldach, Rundbogenlüftungen und großem giebelseitigem Hauskruzifix, bezeichnet mit dem Jahr 1841. | D-1-83-118-81 Wikidata  | BW   |
| Kirchenstraße 7 (Standort)  | Pfarrhaus                           | zweigeschossiger Halbwalmdachbau mit Fledermausgauben, um 1910; Remise, erdgeschossiger Halbwalmdachbau, um 1910.                                                                 | D-1-83-118-112 Wikidata | BW   |
| Lohener Straße 3 (Standort) | Wohnstallhaus eines Dreiseithofs    | zweigeschossiger Flachsatteldachbau mit Gitterbundwerk am Wirtschaftsteil, um 1850.                                                                                               | D-1-83-118-82 Wikidata  | BW   |
| Mühlenweg 3 (Standort)      | Ehemaliger Mühlenstadel             | zweigeschossiger Putzbau mit Krüppelwalmdach, erstes Drittel 19. Jahrhundert. | D-1-83-118-109 Wikidata | BW   |
| Nähe Krücklham (Standort)   | Kapelle                             | sog. Waldkapelle, kleiner Walmdachputzbau mit offenem Vorraum, bezeichnet mit dem Jahr 1931, erneuert um 1980; mit Ausstattung.                                                   | D-1-83-118-86 Wikidata  | BW   |
| Schulstraße 2 (Standort)    | Katholische Pfarrkirche St. Michael | neubarocker Saalbau über kreuzförmigem Grundriss, 1909 nach Plänen von Josef Elsner; mit Ausstattung.                                                                             | D-1-83-118-76 Wikidata  | BW   |
| Wasserweg 2 (Standort)      | Kleinbauernhaus                     | zweigeschossiger Blockbau mit Flachsatteldach, massivem Stallteil, Traufschrot und Giebelbundwerk, 18. Jahrhundert.                                                               | D-1-83-118-83 Wikidata  | BW   |

### Reichgreißl
| Lage                               | Objekt        | Beschreibung | Akten-Nr.              | Bild           |
| ---------------------------------- | ------------- | --- | ---------------------- | -------------- |
| In der Flur Reichgreißl (Standort) | Kapelle       | sog. Reichgreißl-Kapelle, kleiner barocker Satteldachbau mit Pilastergliederung, 17. Jahrhundert; mit Ausstattung.                       | D-1-83-118-90 Wikidata | weitere Bilder |
| In der Flur Unterhart (Standort)   | Grenzsäule    | sog. Faltersäule, aus Granit, 17. oder 18. Jahrhundert.                                                                                  | D-1-83-118-91 Wikidata | weitere Bilder |
| Reichgreißl 1 (Standort)           | Wohnstallhaus | zweigeschossiger biedermeierlicher Wohnteil in Klaubsteinmauerwerk mit Kniestock, Flachsatteldach und Bundwerk am Wirtschaftsteil, 1849. | D-1-83-118-89 Wikidata | weitere Bilder |

### Weitere Ortsteile
| Lage                                     | Objekt                                        | Beschreibung | Akten-Nr.               | Bild                                        |
| ---------------------------------------- | --------------------------------------------- | --- | ----------------------- | ------------------------------------------- |
| Agg 3 (Standort)                         | Wohnstallhaus                                 | Nordflügel eines Dreiseithofs, zweigeschossiger verputzter Flachsatteldachbau, Mitte 19. Jahrhundert; südlich Stadel, stattlicher Parallelstadel mit Flachsatteldach und Bundwerk, Mitte 19. Jahrhundert; westlich Remise, zweigeschossiger Satteldachbau mit hofseitigem Bundwerk, Mitte 19. Jahrhundert.                       | D-1-83-118-32 Wikidata  | BW                                          |
| Aich 2 (Standort)                        | Parallelhof                                   | Wohnstallhaus, zweigeschossiger Flachsatteldachbau mit Putzgliederung und Glockenständer, bezeichnet mit dem Jahr 1863; Stadel, langgestreckter Flachsatteldachbau mit reichem Gitterbundwerk, Mitte 19. Jahrhundert, nachträglich erhöht.                                                                                       | D-1-83-118-33 Wikidata  | BW                                          |
| Babold 1 (Standort)                      | Wohnstallhaus eines Hakenhofs                 | zweigeschossiger Flachsatteldachbau mit Putzgliederung und traufseitiger Laube, Wirtschaftsteil mit Bundwerk und Granit- bzw. Feldsteinmauerwerk, um Mitte 19. Jh.; Backhaus, erdgeschossiger Satteldachbau, gleichzeitig; Hofkapelle, kleiner neugotischer Satteldachbau mit Putzgliederung, um Mitte 19. Jh.; mit Ausstattung. | D-1-83-118-48 Wikidata  | BW                                          |
| Berg 1 (Standort)                        | Wohnstallhaus eines ehemaligen Vierseithofs   | sogenannter Klostermeierhof, zweigeschossiger verputzter Satteldachbau mit Blockbau-Kniestock und Bundwerk am Wirtschaftsteil, Mitte 19. Jahrhundert. | D-1-83-118-50 Wikidata  | Wohnstallhaus eines ehemaligen Vierseithofs |
| Berg 2 (Standort)                        | Katholische Filialkirche St. Peter            | sogenannte Peterskapelle, durch gemalte Säulenordnung gegliederter barocker Zentralbau mit flachem Kegeldach, Laterne und Zwiebelhaube, 1626–30, Westturm 1756; mit Ausstattung. | D-1-83-118-49 Wikidata  | Katholische Filialkirche St. Peter          |
| Dörfl (Standort)                         | Pestkapelle                                   | kleiner Satteldachbau, 17. Jahrhundert; mit Ausstattung. | D-1-83-118-51 Wikidata  | weitere Bilder                              |
| Eismannsstett 4 (Standort)               | Wirtschaftsteil eines Ehemaligen Bauernhauses | zweigeschossiger Satteldachbau mit massivem Stallteil und Bundwerk, 1824. | D-1-83-118-54 Wikidata  | BW                                          |
| Emeln 1 (Standort)                       | Stadel eines Bauernhofs                       | Ständerbohlenstadel mit Flachsatteldach und Bundwerk, Ende 18. Jahrhundert. | D-1-83-118-52 Wikidata  | BW                                          |
| Ensdorf 1 (Standort)                     | Bildstock                                     | kleines Satteldachhäuschen mit Putzgliederung, 20. Jahrhundert. | D-1-83-118-53 Wikidata  | weitere Bilder                              |
| Gaisberg 1 (Standort)                    | Kleiner Parallelhof                           | Wohnstallhaus, erdgeschossiger Flachsatteldachbau mit Blockbau-Kniestock, erstes Drittel 19. Jahrhundert; Stadel, kleiner Flachsatteldachbau mit Bundwerk und Riegelwand, erstes Drittel 19. Jahrhundert. | D-1-83-118-56 Wikidata  | BW                                          |
| Gasteig 1 (Standort)                     | Stallstadel                                   | Stallteil eines ehemaligen Einfirsthofes mit flachem Satteldach und Bundwerk über massivem Erdgeschoss, Mitte 19. Jahrhundert. | D-1-83-118-60 Wikidata  | BW                                          |
| Grub 1 (Standort)                        | Hofkapelle                                    | kleiner Satteldachbau mit Putzgliederung, Ende 19. Jahrhundert; mit Ausstattung. | D-1-83-118-61 Wikidata  | BW                                          |
| Harpoint 1 (Standort)                    | Ehemaliges Bauernhaus                         | zweigeschossiges Mitterstallbau mit Flachsatteldach, Hochlaube, Giebel- und Traufbundwerk, Anfang 19. Jahrhundert. | D-1-83-118-65 Wikidata  | BW                                          |
| Heuwinkl, Wasserfeld (Standort)          | Feldkapelle                                   | kleiner neugotischer Satteldachbau, Ende 19. Jahrhundert; mit Ausstattung. | D-1-83-118-66 Wikidata  | BW                                          |
| Höhenberg 2 (Standort)                   | Ehemaliger Einfirsthof                        | zweigeschossiger Flachsatteldachbau mit Blockbau-Obergeschoss und Bundwerkgiebel, 1781. | D-1-83-118-67 Wikidata  | BW                                          |
| Hopfgarten, Trescherberg 1 (Standort)    | Wegkapelle                                    | kleiner Satteldachbau mit Lourdesgrotte, 1898; mit Ausstattung. | D-1-83-118-68 Wikidata  | weitere Bilder                              |
| Lengmoos 1 (Standort)                    | Katholische Filialkirche St. Ägidius          | spätgotischer Saalbau mit polygonalem Chor und Westturm, bezeichnet mit dem Jahr 1489, neugotischer Ausbau 19. Jahrhundert; mit Ausstattung. | D-1-83-118-72 Wikidata  | weitere Bilder                              |
| Lengmoos (Standort)                      | Bildstock                                     | Granitstele, bezeichnet mit dem Jahr 1725. | D-1-83-118-74 Wikidata  | weitere Bilder                              |
| Osterreit, Bergäcker (Standort)          | Bildstock                                     | Granitstock mit gusseisernem Kreuz, bezeichnet mit dem Jahr 1596, 2006 versetzt. | D-1-83-118-87 Wikidata  | BW                                          |
| Permanöd 1 (Standort)                    | Stadel                                        | großer Ständerbohlenstadel mit Flachsatteldach, Bundwerk und teilweise ausgemauertem Erdgeschoss, bezeichnet mit dem Jahr 1858. | D-1-83-118-88 Wikidata  | BW                                          |
| Reichhut 1 (Standort)                    | Getreidekasten                                | Blockbau, bezeichnet mit dem Jahr 1831, versetzt. | D-1-83-118-92 Wikidata  | BW                                          |
| Reichhut 1 (Standort)                    | Feldkreuz                                     | aus Holz mit Wettermantel und Madonnenfigur, 18. Jahrhundert. | D-1-83-118-93 Wikidata  | weitere Bilder                              |
| Stadel 7 (Standort)                      | Ehemaliges Wohnstallhaus                      | zweigeschossiger verputzter Flachsatteldachbau mit rundbogigen Kniestockfenstern und Bundwerk am Wirtschaftsteil, bezeichnet mit dem Jahr 1820. | D-1-83-118-95 Wikidata  | BW                                          |
| Stampfl 1 (Standort)                     | Ehemaliges Bauernhaus                         | zweigeschossiger Wohnteil mit Flachsatteldach und Trauf- bzw. verbrettertem Giebelschrot, im Kern Blockbau des 17./18. Jahrhunderts, im 19. Jahrhundert verputzt. | D-1-83-118-96 Wikidata  | BW                                          |
| Stampfl 12 (Standort)                    | Ehemaliger Bergfried                          | sogenanntes Stampflschlössl, kastenförmiger dreigeschossiger Teil der ehemaligen Burg Megling mit steilem Halbwalmdach, im Untergeschoss aus romanischem Bruchstein-Mauerwerk, wohl 12. Jahrhundert, die Obergeschosse aus Hausteinmauerwerk mit ostseitigem Erker, zweite Hälfte 15. Jahrhundert.                               | D-1-83-118-98 Wikidata  | weitere Bilder                              |
| Stampfl In der Flur Stampfl (Standort)   | Bildstock                                     | kleines Satteldachhäuschen, 18. Jahrhundert, erneuert. | D-1-83-118-45 Wikidata  | BW                                          |
| Stanzlmühle 1 (Standort)                 | Stadel                                        | Bundwerkstadel mit Flachsatteldach und massiver Giebelwand, zweite Hälfte 18. Jahrhundert. | D-1-83-118-99 Wikidata  | BW                                          |
| Starreit 1 (Standort)                    | Wohnstallhaus                                 | zweigeschossiger langgestreckter Flachsatteldachbau mit reicher Putzgliederung am Wohnteil, erbaut 1907. | D-1-83-118-101 Wikidata | BW                                          |
| Starreit, Urtelfeld (Standort)           | Kapelle                                       | sogenannte St.-Ulrichs-Kapelle, kleiner kreuzgratgewölbter Satteldachbau mit Putzgliederung und Westturm, 1903 anstelle eines barocken Vorgängerbaus neu errichtet; mit Ausstattung. | D-1-83-118-100 Wikidata | BW                                          |
| Thal 3 (Standort)                        | Katholische Filialkirche St. Andreas          | kleiner flachgedeckter Saalbau mit polygonalem netzgewölbtem Chor und barockem Ostturm, im Kern romanisch, Ausbau vom 15.–18. Jahrhundert; mit Ausstattung. | D-1-83-118-103 Wikidata | BW                                          |
| Trescherberg (Standort)                  | Bildstock                                     | kleines Satteldachhäuschen, 19. Jh, erneuert. | D-1-83-118-105 Wikidata | BW                                          |
| Untermödling 1 (Standort)                | Wohnstallhaus eines stattlichen Dreiseithofs  | zweigeschossiger Flachsatteldachbau mit Kniestock und Zwerchgiebel, nach Brand 1891 neu erbaut; Stadel, zweigeschossiger massiver Flachsatteldachstadel mit Kniestock und unverputzter westlicher Natursteinfassade, um 1891. | D-1-83-118-106 Wikidata | BW                                          |
| Walterstätt 1; Walterstätt 1a (Standort) | Feldkreuz                                     | farbig gefasste Kruzifixfigur aus Holz mit Wettermantel, 18. Jahrhundert. | D-1-83-118-107 Wikidata | BW                                          |
| Winterberg (Standort)                    | Wegkapelle                                    | kleiner Satteldachbau mit Dachreiter, 1849, um 1960 erneuert; mit Ausstattung. | D-1-83-118-108 Wikidata | Wegkapelle                                  |

## Ehemalige Baudenkmäler
In diesem Abschnitt sind Objekte aufgeführt, die früher einmal in der Denkmalliste eingetragen waren, jetzt aber nicht mehr. Objekte, die in anderem Zusammenhang – also z. B. als Teil eines Baudenkmals – weiter eingetragen sind, sollen hier nicht aufgeführt werden. Aktennummern in diesem Abschnitt sind ehemalige, jetzt nicht mehr gültige Aktennummern.

| Lage                                                    | Objekt                                    | Beschreibung | Akten-Nr.              | Bild                      |
| ------------------------------------------------------- | ----------------------------------------- | --- | ---------------------- | ------------------------- |
| Gars am Inn Hauptstraße 30 (Standort)                   | Ehemalige Klosterökonomie                 | jetzt Wohnhaus, zweigeschossiger Flachsatteldachbau in Ecklage, im Kern 17./18. Jahrhundert.                                                           | D-1-83-118-5 Wikidata  | Ehemalige Klosterökonomie |
| Gars am Inn Hauptstraße 32, 34, Kirchplatz 5 (Standort) | Ehemalige Klosterökonomie                 | jetzt Wohnhäuser, zwei zweigeschossige Putzbauten mit Flachsatteldächern, im Kern 17./18. Jahrhundert.                                                 | D-1-83-118-6 Wikidata  | Ehemalige Klosterökonomie |
| Gars am Inn Hauptstraße 42 (Standort)                   | Ehemalige Klosterökonomie                 | jetzt Gasthaus, zweigeschossiger Putzbau mit Flachsatteldach, im Kern 17./18. Jahrhundert                                                              | D-1-83-118-8 Wikidata  | Ehemalige Klosterökonomie |
| Gars am Inn Hauptstraße 44 (Standort)                   | Ehemalige Klosterökonomie                 | jetzt Wohnhaus, zweigeschossiger Putzbau mit Walmdach, im Kern 17./18. Jahrhundert.                                                                    | D-1-83-118-10 Wikidata | BW                        |
| Gars am Inn Kirchplatz 1, 2 (Standort)                  | Ehemaliges südliches Torhaus des Klosters | dreigeschossiger Flachsatteldachbau mit Tordurchfahrt, im Kern 17. Jahrhundert; in baulicher Verbindung mit der ehemaligen Pfarrkirche (Kirchplatz 3). | D-1-83-118-23 Wikidata | BW                        |
| Gars am Inn Kirchplatz 3 (Standort)                     | Ehemalige Klosterökonomie und Wohnbauten  | erd- und zweigeschossige verputzte Satteldachbauten, im Kern 17./18. Jahrhundert, nach 1803 ausgebaut, später umgenutzt.                               | D-1-83-118-17 Wikidata | BW                        |
| Gars am Inn Kirchplatz 15, 17 (Standort)                | Ehemaliges Nebengebäude des Klosters      | jetzt Wohnhäuser, zwei- bzw. dreigeschossige Flachsatteldachbauten, im Kern 17./18. Jahrhundert; Rest der ehemaligen Klostermauer, Bruchstein.         | D-1-83-118-21 Wikidata | BW                        |